# M 23 (звёздное скопление)
M 23 (также известно как Мессье 23 и NGC 6494) — рассеянное звёздное скопление в созвездии Стрельца.

## История открытия
Скопление было открыто Шарлем Мессье 20 июня 1764 года.

## Интересные характеристики
M 23 находится на расстоянии 2150 световых лет от Земли. Его диаметр составляет 15-20 световых лет. В скоплении идентифицировано около 150 звёзд. Самые яркие обладают звёздной величиной 9,2m.

## Наблюдения

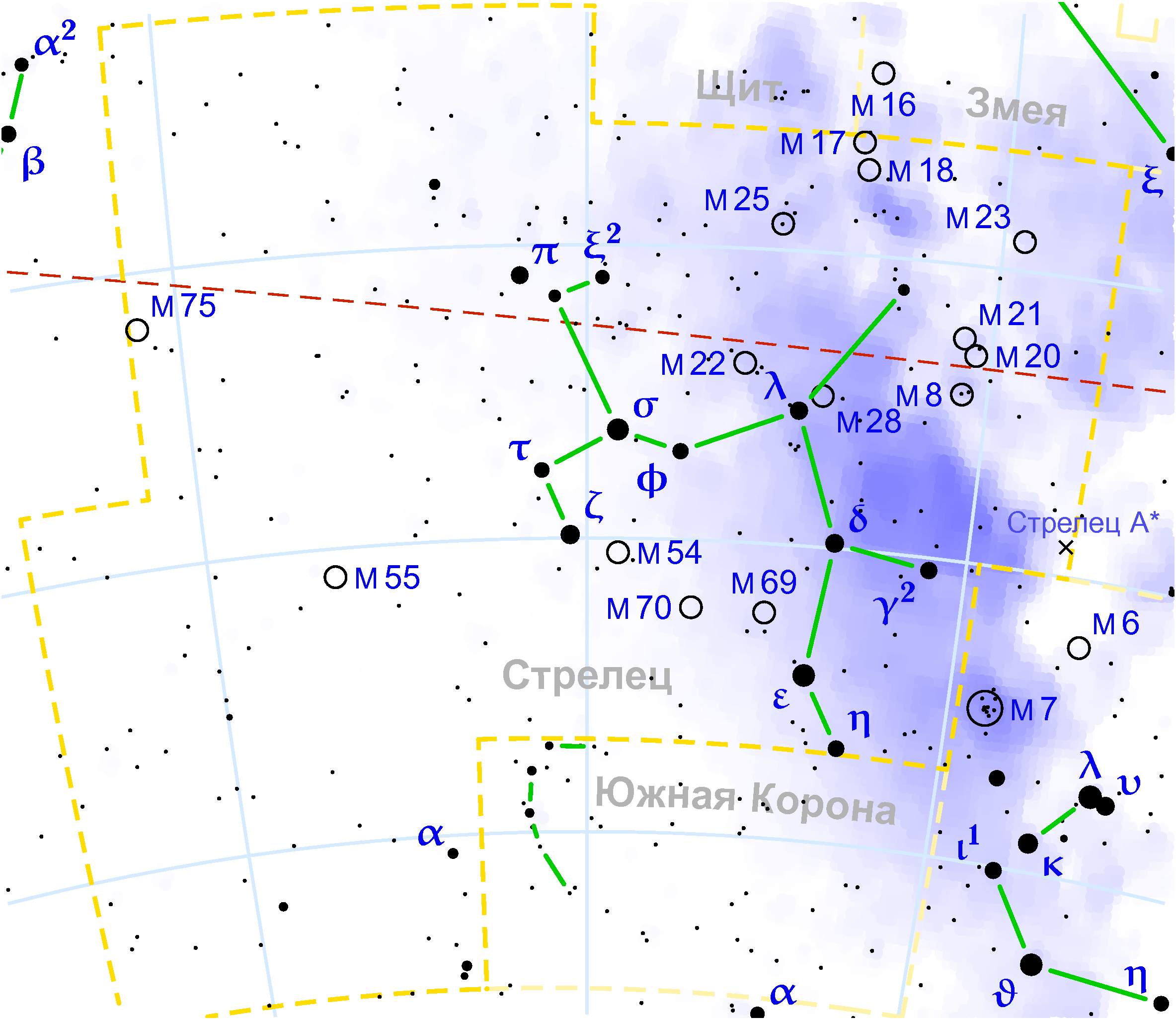
Рассеянное скопление M 23 находится в Созвездии Стрельца

Это рассеянное скопление на северо-западе Стрельца относится к летним объектам. Наблюдения из умеренных широт северного полушария осложняются невысоким положением скопления над горизонтом. Но даже в сравнительно небольшой телескоп скопление легко разрешается на полсотни звёзд, из которых 5-6 довольно ярких. Веерообразный рисунок звёздных цепочек при умеренном увеличении (50 крат и более) заполняет всё поле зрения окуляра. На тёмном южном небе это одно из наиболее богатых на звёзды летних скоплений.
Используя M 23 в качестве ориентира, можно найти в двух градусах юго-восточнее пару из шарового скопления NGC 6440 и планетарной туманности NGC 6445 «Little Gem» («Маленький самоцвет»), видимых в одном поле зрения телескопа. Такие пары довольно редки.

### Соседи по небу из каталога Мессье
- M 24 (немного к востоку) — отдельно висящее облако Млечного Пути;
- M 25 (ещё далее на восток) — ещё одно рассеянное скопление, составленное из более ярких звёзд, но не такое богатое;
- M 21, M 20 и M 8 (к югу) — группа из скопления, не такого яркого и богатого, как М23, и пары туманностей: «Трёхраздельной» и «Лагуны»;
- M 18, M 17 и M 16 (на северо-восток, ближе к Щиту) — невзрачное рассеянное скопление и ещё одна пара ярких туманностей: «Омега» и «Орёл»;
- M 9 (на запад, уже в Змееносце) — шаровое скопление.

### Последовательность наблюдения в «Марафоне Мессье»
…M 18 → M 24 → M 23 → M 25 → M 8…